# 3403-as busz
A 3403-as jelzésű regionális autóbuszvonal Eger, Bekölce és Balaton között húzódik, amelyet a MÁV Személyszállítási Zrt. üzemeltet.

## Útvonala
Az autóbuszvonal Heves vármegye megyeszékhelyét, Egert köti össze a tőle északra fekvő Balaton településsel, közben Szarvaskőt, Egercsehit, Bekölcét, Mikófalvát útvonalára fűzve, valamint több alkalommal Bélapátfalvát és Bükkszentmártont is.
Járatai Eger területén a forgalmasabb megállókban állnak meg, majd a 25-ös főúton tartózkodnak egészen Egercsehi belterületéig, ahonnan tovább közutakon közlekednek. Bekölcén belül minden alkalommal elközlekednek a Béke úti buszfordulóig, aztán Mikófalván keresztül a nap folyamán elvétve pár busz Bélapátfalvát és Bükkszentmártont is útjába veszi, mielőtt a Borsod-Abaúj-Zemplén vármegye előtti településre, Balatonra jutnának. Balaton tömegközlekedésileg zsákfalu, hiszen a szerpentin másik oldalán fekvő Borsodnádasdra autóbusz ebből az irányból nem közlekedik.
A 3403-as autóbuszvonalat is érinti a Szentdomonkos, Tarnalelesz és Egercsehi térségében zajló 25-ös főúti lezárás 2022 decembere óta oly módon, hogy a község területén útvonal-módosításokat hajtottak végre, egyirányúsított szakaszok vannak jelen a Kossuth Lajos úton Bekölce; míg a Petőfi Sándor úton Szúcs irányába.
```
A 3403-as járatok Eger felől a faluba érkezvén minden alkalommal a bányatelepi buszfordulóig elközlekednek, majd onnan visszatérnek és Falun át mennek tovább Bekölcére.
Bekölce felől minden járat a bányatelepi iskolán és a bányatelepi buszfordulón át halad, utána ezek mindegyike Faluba is kihajt.
```

## Közlekedése
Az autóbuszjáratok kizárólag a hétvégék folyamán közlekednek. Egyetlen, Mikófalváról induló járaton kívül az összes indítás Eger és Balaton között történik, a hétköznapi 3402-es buszokat helyettesítik azonos időpontokban, Mónosbél irányába.
| Viszonylat                                       | Indításszám          | Közlekedési rend |
| ------------------------------------------------ | -------------------- | ---------------- |
| Eger, aut. áll. – Balaton, Kossuth Lajos út 163. |                      |                  |
| 4 oda, 6 vissza                                  | szabadnaponta        |                  |
| 5 pár                                            | munkaszüneti naponta |                  |
| Mikófalva, kh. ➝ Eger, aut. áll.                 | munkaszüneti naponta | 1 oda            |

### Járművek
Az autóbuszvonalon szóló járművek közlekednek, melyek legtöbbje Credo, valamint Volvo típusú. Előbbinek egyaránt régebbi (EC 12, IC 12) és újabb (Econell 12) variánsai is ingáznak, míg utóbbinak a Volvo 7700-as szériája jelenik meg. Emellett alkalmanként Classic szériás Ikarus autóbusz is ritkán megveti rajta a kerekeit.

## Megállóhelyei
| 0                                                             | Eger, autóbusz-állomás végállomás                      | 0.0 km  | 2, 2A, 4, 5, 5A, 6, 7, 7A, 11, 12, 14, 14E, 16, 17, 112, 914 1049, 1050, 1051, 1053, 1054, 1343, 1344, 1346, 1347, 1348, 1349, 1351, 1352, 1362, 1380, 1383, 1426, 1427, 1428, 1447, 1466, 1468, 1517 3400, 3402, 3405, 3406, 3407, 3408, 3409, 3410, 3411, 3412, 3414, 3415, 3416, 3417, 3418, 3419, 3420, 3423, 3424, 3426, 3430, 3431, 3432, 3433, 3434, 3435, 3440, 3441, 3442, 3443, 3444, 3445, 3446, 3448, 3450, 3455, 3456, 3457, 3458, 3462, 3469, 3470, 3471, 3472, 3473, 3474, 3476, 3479, 3480, 3481, 3482, 3483, 3484, 3488, 3604, 3660, 3667, 4012, 4014, 4015, 4157 |
| 1                                                             | Eger, Bartakovics út                                   | 1.0 km  | 4, 13, 113 1347, 1349, 1351, 1352, 1383, 1447 3400, 3402, 3404, 3408, 3409, 3410, 3411, 3412, 3435, 3454, 3470, 3471, 3472, 3473, 3474, 3476, 3479, 3481, 3482, 3483, 3484, 3488, 4157 |
| 2                                                             | Eger, Kővágó tér                                       | 2.5 km  | 4, 7, 11, 13, 14, 14E, 17, 113 1051, 1053, 1054 3400, 3402, 3404, 3408, 3409, 3410, 3411, 3412, 3435, 3454, 3481, 4157 |
| 3                                                             | Eger, Nagylapos                                        | 3.7 km  | 4, 11, 14, 14E, 16, 914 1053, 1054, 1383 3400, 3402, 3404, 3405, 3408, 3409, 3410, 3411, 3412, 3414, 3435, 3481, 4157 |
| 4                                                             | Eger (Felnémet), felsőtárkányi elágazás                | 4.7 km  | 4, 11, 14, 14E, 16, 914 1053, 1383 3400, 3402, 3404, 3405, 3408, 3409, 3410, 3411, 3412, 3414, 3435, 3481, 4157 |
| 5                                                             | Eger, Almár vasúti megállóhely                         | 7.2 km  | 3400, 3402, 3404, 3408, 3409, 3410, 3411, 3412, 3481, 4157 személyvonat – Almár (87) |
| 6                                                             | Almár, hobbitelkek                                     | 10.2 km | 3400, 3402, 3404, 3408, 3409, 3410, 3411, 3412, 3481, 4157 |
| 7                                                             | Szarvaskő, újtelep                                     | 11.8 km | 3400, 3402, 3404, 3408, 3409, 3410, 3411, 3412, 3481, 4157 |
| 8                                                             | Szarvaskő, központ                                     | 12.4 km | 1051, 1054 3400, 3402, 3404, 3408, 3409, 3410, 3411, 3412, 3481, 4157 |
| 9                                                             | Mónosbéli elágazás                                     | 13.5 km | 3400, 3402, 3404, 3408, 3409, 3410, 3411, 3412, 3481, 4157 |
| 10                                                            | Villói tanya                                           | 19.8 km | 3400, 3409, 3481 |
| 11                                                            | Egercsehi, bekölcei elágazás                           | 21.1 km | 1051 3400, 3409, 3481, 3484, 3485 |
| 12                                                            | Egercsehi, Egri út 67.                                 | 22.0 km | 3400, 3409, 3481, 3484, 3485 |
| 13                                                            | Egercsehi (Bányatelep), autóbusz-váróterem             | 23.0 km | 1051 3400, 3409, 3481, 3484, 3485, 3488 |
| 14                                                            | Egercsehi, bekölcei elágazás (↓)                       | 24.9 km | 1051 3400, 3409, 3481, 3484, 3485 |
| 15                                                            | Egercsehi, Falu (↓) Egercsehi (Bányatelep), iskola (↑) | 25.9 km | 3400, 3409, 3481, 3484, 3485 |
| 16                                                            | Egercsehi, Csónak út                                   | 27.3 km | 3400, 3409, 3481, 3485 |
| 17                                                            | Bekölce, központ                                       | 29.5 km | 3400, 3404, 3409, 3481, 3485 |
| 18                                                            | Bekölce, Akác úti átjáró                               | 30.1 km | 3400, 3404, 3409, 3481, 3485 |
| 19                                                            | Bekölce, autóbusz-forduló                              | 31.0 km | 3400, 3404, 3409, 3481, 3485 |
| 20                                                            | Bekölce, Akác úti átjáró                               | 31.9 km | 3400, 3404, 3409, 3481, 3485 |
| 21                                                            | Bekölce, központ                                       | 32.5 km | 3400, 3404, 3409, 3481, 3485 |
| 22                                                            | Pusztaördögfalvi tanya                                 | 34.9 km | 3485 |
| 23                                                            | Mikófalva, Széchenyi út 38.                            | 37.0 km | 3404, 3485 |
| 24                                                            | Mikófalva, községháza vonalközi végállomás             | 37.6 km | 3402, 3404, 3485 |
| 25                                                            | Mikófalva, posta                                       | 38.2 km | 3402, 3404, 3485 |
| 26                                                            | Mikófalva, faluszéle                                   | 38.6 km | 3402, 3404, 3485 |
| Szabadnaponta 6; munkaszüneti naponta 5 járat által érintett. |                                                        |         | |
| ∫                                                             | Bélapátfalva vasútállomás, elágazás                    | ∫       | 3402, 3404, 3485 személyvonat – Bélapátfalva (87) |
| ∫                                                             | Bélapátfalva, Május 1. út 4.                           | ∫       | 3402, 3404, 3485 |
| ∫                                                             | Bélapátfalva, városháza                                | ∫       | 1054 3404, 3408, 3410, 3411, 3412, 3485, 4157 |
| ∫                                                             | Bélapátfalva, Május 1. út 4.                           | ∫       | 3402, 3404, 3485 |
| ∫                                                             | Bélapátfalva vasútállomás, elágazás                    | ∫       | 3402, 3404, 3485 személyvonat – Bélapátfalva (87) |
| 27                                                            | Bükkszentmártoni elágazás                              | 40.1 km | 3402 |
| Szabadnaponta 7; munkaszüneti naponta 4 járat által érintett. |                                                        |         | |
| ∫                                                             | Bükkszentmárton, Rákóczi út 39.                        | ∫       | 3402 |
| ∫                                                             | Bükkszentmárton, autóbusz-forduló                      | ∫       | 3402 |
| ∫                                                             | Bükkszentmárton, Rákóczi út 39.                        | ∫       | 3402 |
| 28                                                            | Balaton, alsó                                          | 42.4 km | 3402 |
| 29                                                            | Balaton, autóbusz-váróterem                            | 43.3 km | 3402, 3404 |
| 30                                                            | Balaton, felső                                         | 44.3 km | 3402, 3404 |
| 31                                                            | Balaton, Kossuth Lajos út 163. végállomás              | 45.0 km | 3402, 3404 |